# Kerma (física)
Kerma es el acrónimo en inglés de energía cinética liberada por unidad de masa (kinetic energy released per unit mass) y se corresponde con la suma de las energías cinéticas iniciales de las partículas cargadas puestas en movimiento por radiación indirectamente ionizante, generalmente fotones y neutrones. Está definida por la expresión:
{\displaystyle K=dE_{tr}/dm}.
La unidad para el kerma en el Sistema Internacional de Unidades es el gray (Gy) que se define como 1 Gy = 1 J/kg.
El kerma es una de las magnitudes utilizadas para evaluar el efecto de las radiaciones ionizantes al interaccionar con la materia.
La energía de la radiación indirectamente ionizante es transmitida a la materia en un proceso de dos pasos. Primero, la energía es transferida a las partículas secundarias cargadas a través de varios tipos de interacciones como el efecto fotoeléctrico, efecto Compton, producción de pares y reacciones fotonucleares en el caso de los fotones y captura de neutrones en el caso de los neutrones. Después, estas partículas cargadas, pueden transferir su energía al medio a través de ionizaciones y excitaciones atómicas, o también pueden interaccionar con núcleos atómicos a través de colisiones radiativas, generadoras de radiación de frenado o bremsstrahlung (rayos X). En el primer caso hablaríamos de kerma de colisión {\displaystyle K_{col}}, en el segundo caso se habla de kerma de radiación {\displaystyle K_{rad}}. La aniquilación positrón-electrón también estarían incluidas en la parte del kerma de radiación. El kerma por tanto se puede también expresar como {\displaystyle K=K_{col}+K_{rad}}.
Dependiendo de la energía inicial de los fotones o neutrones es posible establecer equivalencias entre el kerma de colisión y la dosis absorbida en el medio, ya que si la energía de las partículas cargadas liberadas es suficientemente alta, estas no serán absorbidas localmente y por tanto no pueden ser computadas para la dosis absorbida en ese punto. En el caso de que la energía sea suficientemente baja y podamos suponer que la absorción de la energía liberada es local, podremos establecer la equivalencia entre dosis y kerma de colisión {\displaystyle D=K_{col}}.
La magnitud dosis absorbida es de gran importancia en la dosimetría de las radiaciones ionizantes ya que es la primera aproximación para evaluar sus efectos biológicos. 